# Circonscription de Dehana
La circonscription de Dehana est une des 135 circonscriptions législatives de l'État fédéré Amhara, elle se situe dans la Zone Wag Hemra. Son représentant actuel est Wemu Gelagay Teshale.